# Pierreville (Manche)
Pour les articles homonymes, voir Pierreville.
 (février 2010).
Pierreville est une commune française, située dans le département de la Manche en région Normandie, peuplée de 759 habitants.

## Géographie

### Localisation
Les communes limitrophes sont Le Rozel, Saint-Germain-le-Gaillard, Surtainville et Bricquebec-en-Cotentin.

### Hydrographie
La commune est située dans le bassin Seine-Normandie. Elle est drainée par la Scye, le cours d'eau 01 de la Laverie, le cours d'eau 01 du Hameau les Blonds, le cours d'eau 02 de la Théranne, le cours d'eau 03 de la Théranne et la Theranne,.
La Scye, d'une longueur de 27 km, prend sa source dans la commune et se jette dans la Douve en limite de Néhou et de Bricquebec-en-Cotentin, après avoir traversé huit communes.

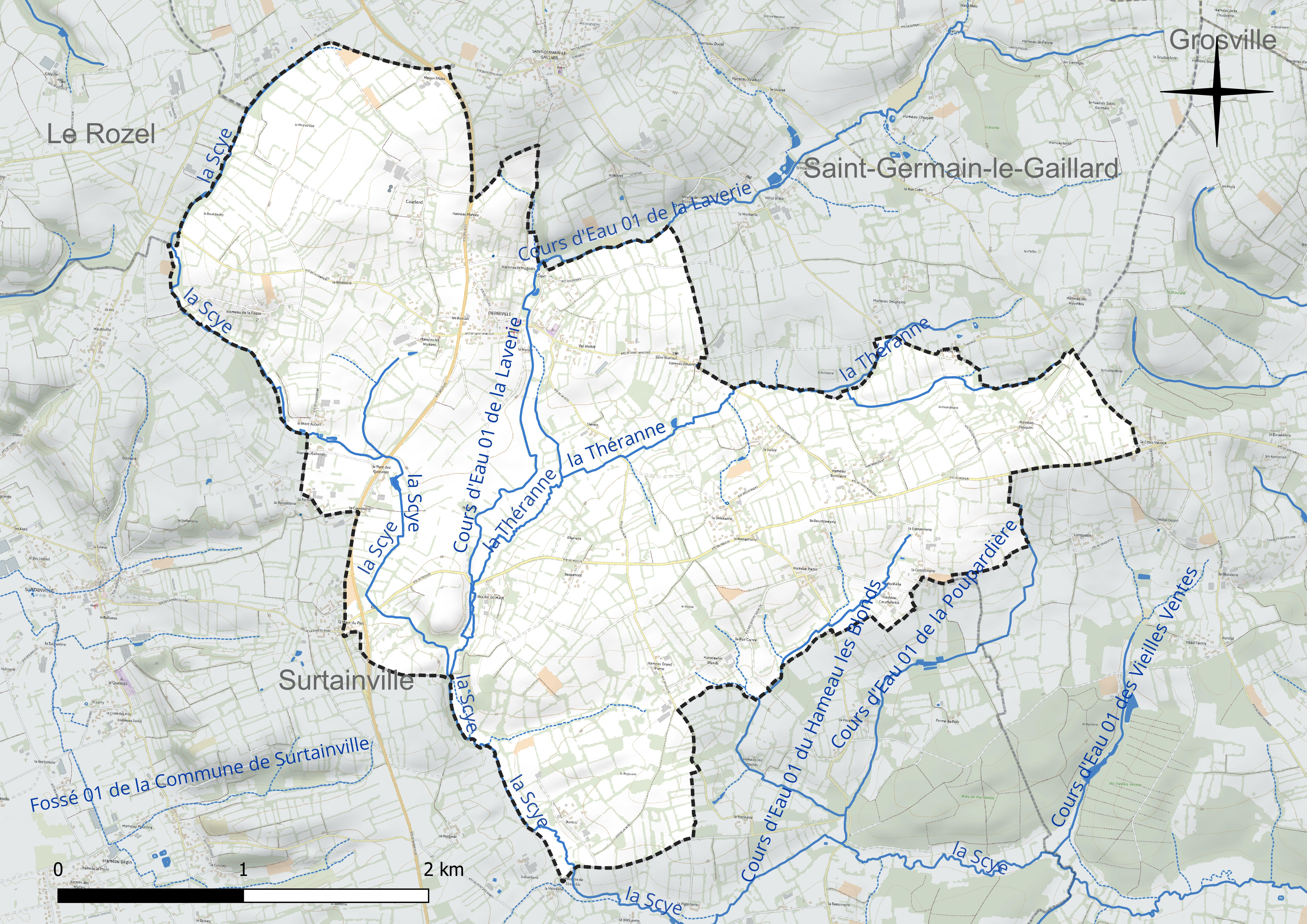
Réseau hydrographique de Pierreville.

### Climat
Pour des articles plus généraux, voir Climat de la Normandie et Climat de la Manche.
En 2010, le climat de la commune est de type climat océanique franc, selon une étude du CNRS s'appuyant sur une série de données couvrant la période 1971-2000. En 2020, Météo-France publie une typologie des climats de la France métropolitaine dans laquelle la commune est exposée à un climat océanique et est dans la région climatique Normandie (Cotentin, Orne), caractérisée par une pluviométrie relativement élevée (850 mm/a) et un été frais (15,5 °C) et venté. Parallèlement, le GIEC normand, un groupe régional d’experts sur le climat, différencie quant à lui, dans une étude de 2020, trois grands types de climats pour la région Normandie, nuancés à une échelle plus fine par les facteurs géographiques locaux. La commune est, selon ce zonage, exposée à un « climat maritime », correspondant au Cotentin et à l'ouest du département de la Manche, frais, humide et pluvieux, où les contrastes pluviométriques et thermiques sont parfois très prononcés en quelques kilomètres quand le relief est marqué.
Pour la période 1971-2000, la température annuelle moyenne est de 11 °C, avec une amplitude thermique annuelle de 10,8 °C. Le cumul annuel moyen de précipitations est de 977 mm, avec 13,7 jours de précipitations en janvier et 7,8 jours en juillet. Pour la période 1991-2020, la température moyenne annuelle observée sur la station météorologique la plus proche, située sur la commune de La Hague à 22 km à vol d'oiseau, est de 13,1 °C et le cumul annuel moyen de précipitations est de 480,0 mm. Pour l'avenir, les paramètres climatiques de la commune estimés pour 2050 selon différents scénarios d’émission de gaz à effet de serre sont consultables sur un site dédié publié par Météo-France en novembre 2022.

## Urbanisme

### Typologie
Au 1er janvier 2024, Pierreville est catégorisée commune rurale à habitat dispersé, selon la nouvelle grille communale de densité à sept niveaux définie par l'Insee en 2022.
Elle est située hors unité urbaine.
Par ailleurs la commune fait partie de l'aire d'attraction de Cherbourg-en-Cotentin, dont elle est une commune de la couronne,. Cette aire, qui regroupe 77 communes, est catégorisée dans les aires de 50 000 à moins de 200 000 habitants,.

### Occupation des sols
L'occupation des sols de la commune, telle qu'elle ressort de la base de données européenne d’occupation biophysique des sols Corine Land Cover (CLC), est marquée par l'importance des territoires agricoles (97,2 % en 2018), une proportion sensiblement équivalente à celle de 1990 (97,5 %).
La répartition détaillée en 2018 est la suivante : prairies (44,9 %), terres arables (33,1 %), zones agricoles hétérogènes (19,2 %), zones urbanisées (2,8 %).

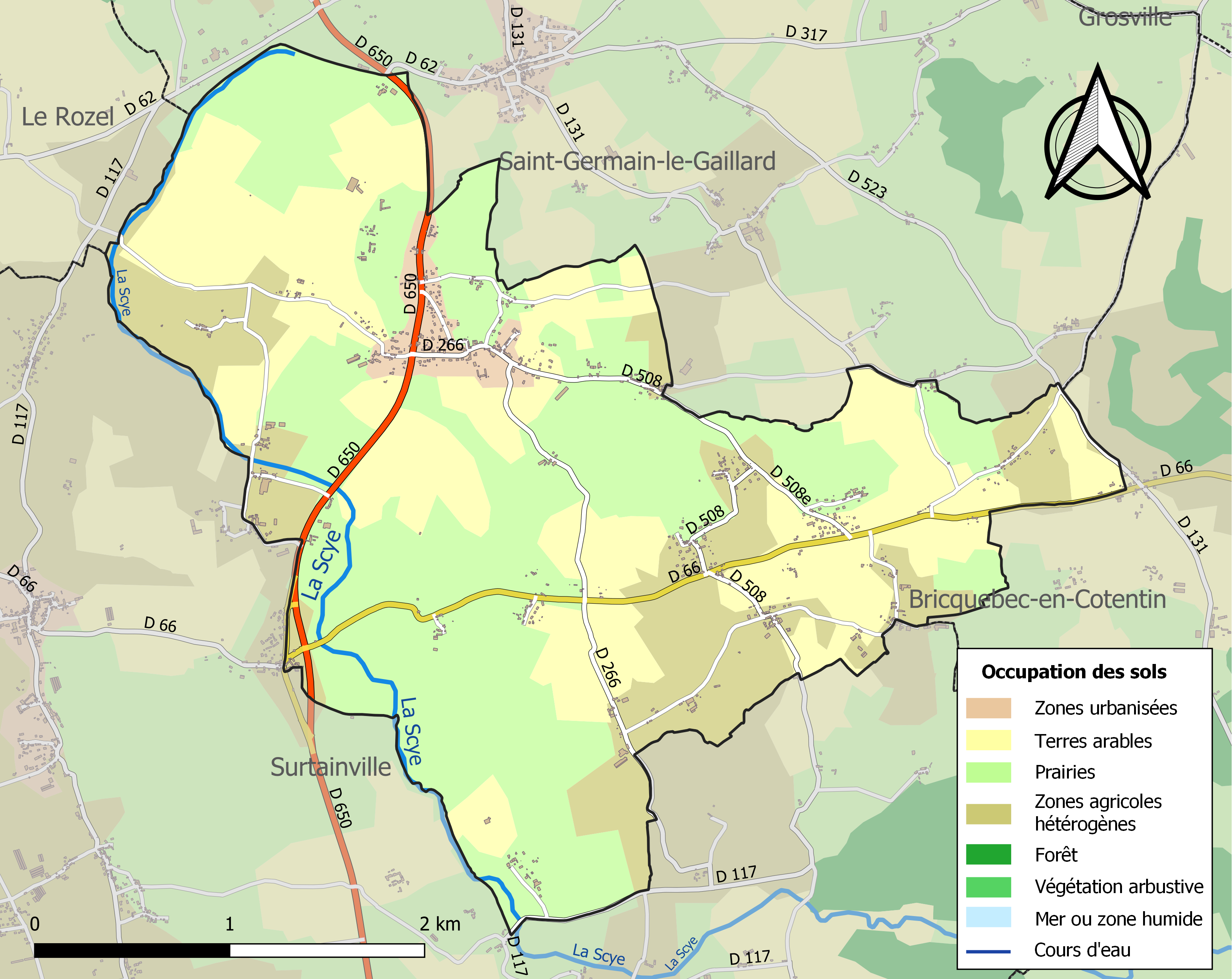
Carte des infrastructures et de l'occupation des sols de la commune en 2018 (CLC).

L'évolution de l’occupation des sols de la commune et de ses infrastructures peut être observée sur les différentes représentations cartographiques du territoire : la carte de Cassini (XVIIIe siècle), la carte d'état-major (1820-1866) et les cartes ou photos aériennes de l'IGN pour la période actuelle (1950 à aujourd'hui).

## Toponymie
À l’origine, Pierreville s’appelait Maneville (« Magna villa : le grand domaine ») et aussi Damandeville[réf. nécessaire].
Le nom de la localité est attesté sous les formes Petravilla en 1179, Petrae Villae vers 1210, Petrivilla en 1222, Pierreville en 1743.
Du latin petra « pierre » et villa « ferme ».
Ce nom est lié à l’exploitation de mines et de carrières[réf. nécessaire].

## Histoire

### Moyen Âge
Dans la première moitié du XIIe siècle, la paroisse relevait de l'honneur de Saint-Sauveur-le-Vicomte, et au début du XIIIe siècle, comme relaté dans les Scripta de feodis, elle avait basculé dans l'honneur de Bricquebec.
Le seigneur de Pierreville était sieur de Maneville.[Quand ?]
Sur le cartulaire de l’abbaye de Troarn, il est fait mention du sire de Pierreville au nombre des barons aux côtés de Guillaume le Conquérant, lors de la bataille d'Hastings.
Au XIIe siècle, Guillaume de Werton, comte de Dorset et de Somerset, fils de Guillaume de Moyon, — alias de Muleris — donna le patronage de l'église de Pierreville au prieuré de Brewton,, monastère en Angleterre situé près de Bath dans le Sommersetshire où se situait un monastère d'Augustins au terme d’un échange de terre entre ce dernier et l'abbaye Saint-Martin de Troarn.
Une chapelle dédiée à sainte Regonette ou chapelle Saint-Ergouef est attestée en 1332 sous la forme capella Sancte Ragovefe dans le pouillé du diocèse de Coutances. Elle était située à Surtainville sous la juridiction de Pierreville, en tant qu'annexe de l'église Notre-Dame, sous le patronage de l'abbé de Troarn.
Dès le Moyen-Âge, les Anglais exploitent les mines des Godailleries, de la Laverie et de la Ferrière, qui contiennent du plomb argentifère pour les deux premières et du fer pour la dernière.
On trouve un ancien manoir communal en bas de l’église sur le pré.

### Temps modernes
En 1567, Guillaume Le Blond, seigneur de Pierreville, est taxé pour ce fief de 60 solz dans le rôle des nobles et roturiers, au titre du ban et de l'arrière ban de la vicomté de Coutances, réalisé par Gilles Dancel, seigneur d'Audouville, lieutenant général du bailli de Cotentin, tenu à Coutances les 20-22 octobre. Le fief de Pierreville, quart de fief de haubert, était tenu de la vicomté de Valognes. Dans le même rôle, René Le Sauvage, écuyer, sieur de Pierreville, Saint-Marcouf, et de Bunehou à Saint-Germain-le-Gaillard, est taxé pour ces fiefs de 40 livres. En 1577, le bourg a pour seigneur René Le Sauvage.

### Révolution française et Empire
Jacques Marion a joué un rôle[Lequel ?] au niveau départemental dans la Vallée à la Révolution de 1789.

### Époque contemporaine
Venant de Carteret, Victor Hugo est passé à Pierreville en 1842 avant de faire étape aux Pieux en compagnie de Juliette Drouet. Il a mentionné dans son journal le très mauvais état du chemin à cette époque.
Auguste Laisney devient cultivateur à Pierreville et achète la ferme et la terre de Saint-Marcouf vers 1870.
L'église a été refaite et agrandie sous Léon XIII, pape de 1878 à 1903.
Louis Laisney et Clément Labée furent les deux premiers soldats pierrevillais mort en août 1914.

#### Seconde Guerre mondiale
Le 19 juin 1940, lors de l'invasion Allemande, les français tirent depuis leurs navires pour ralentir l'avance ennemie ce qui affecte la grande route près de la Cauvinerie.
L'armée française place des mines antichars au « Haut de la route ».
Le général allemand Rommel passe dans la ville en juin 1940 et en 1944.
Pierreville était sous la trajectoire des milliers d'avions transportant les parachutistes américains vers leurs zones de saut, dans la nuit du 5 au 6 juin 1944.
Le Général Eisenhower est passé à Pierreville, venant de Barneville, vers le 20 juin 1944.

#### Après guerre
Le cardinal Guyot vient le 19 juin 1957, pour la confirmation.

## Politique et administration

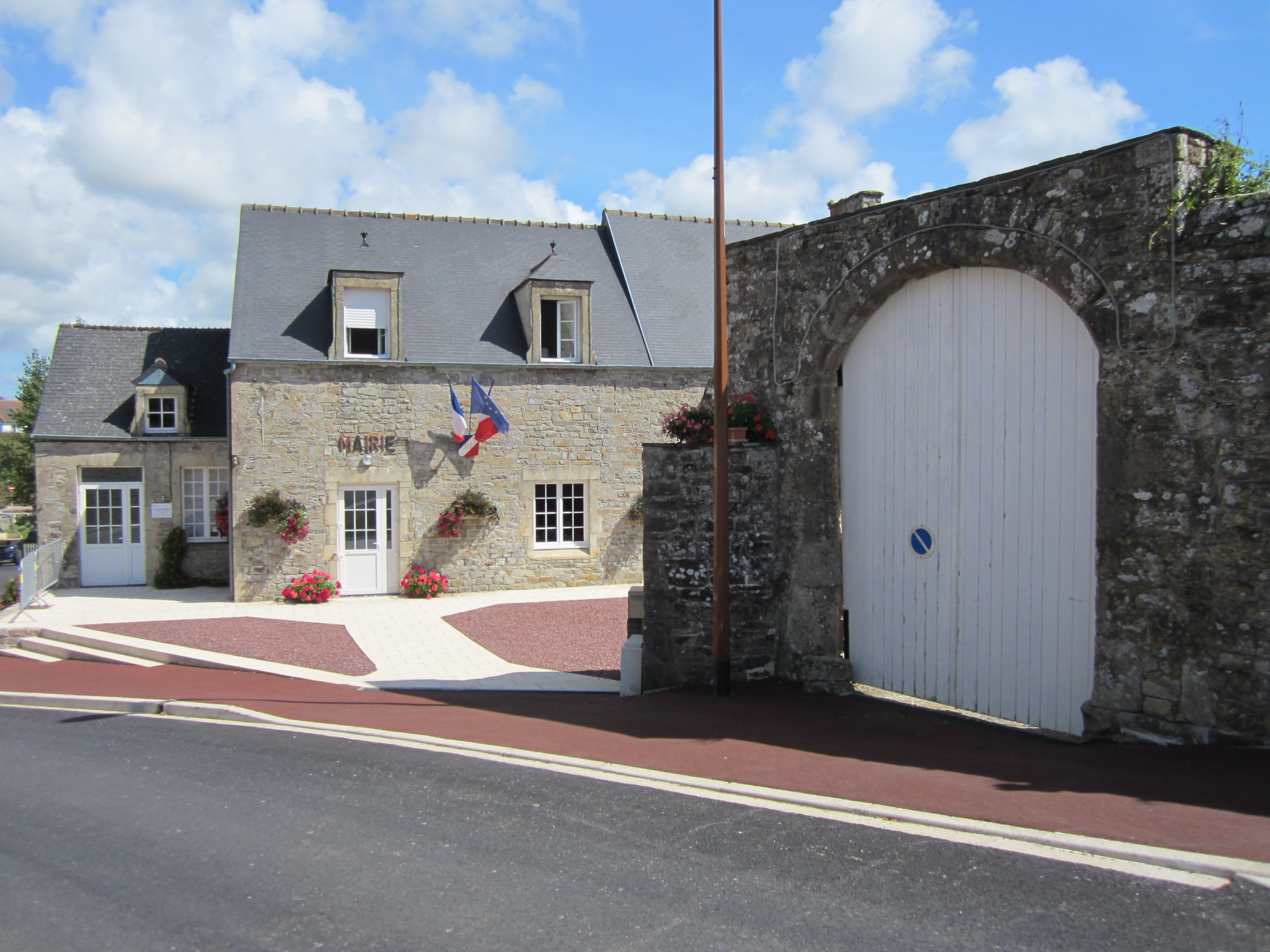
La mairie.

## Population et société
Les habitants de la commune sont appelés les Pierrevillais.

### Démographie
L'évolution du nombre d'habitants est connue à travers les recensements de la population effectués dans la commune depuis 1793. Pour les communes de moins de 10 000 habitants, une enquête de recensement portant sur toute la population est réalisée tous les cinq ans, les populations de référence des années intermédiaires étant quant à elles estimées par interpolation ou extrapolation. Pour la commune, le premier recensement exhaustif entrant dans le cadre du nouveau dispositif a été réalisé en 2006.
En 2022, la commune comptait 759 habitants, en évolution de +4,26 % par rapport à 2016 (Manche : −0,31 %, France hors Mayotte : +2,11 %).
| 1793 | 1800 | 1806 | 1821 | 1831 | 1836 | 1841 | 1846 | 1851 |
| ---- | ---- | ---- | ---- | ---- | ---- | ---- | ---- | ---- |
| 886  | 588  | 790  | 808  | 742  | 732  | 729  | 733  | 728  |

| 1856 | 1861 | 1866 | 1872 | 1876 | 1881 | 1886 | 1891 | 1896 |
| ---- | ---- | ---- | ---- | ---- | ---- | ---- | ---- | ---- |
| 677  | 660  | 704  | 636  | 644  | 620  | 630  | 607  | 597  |

| 1901 | 1906 | 1911 | 1921 | 1926 | 1931 | 1936 | 1946 | 1954 |
| ---- | ---- | ---- | ---- | ---- | ---- | ---- | ---- | ---- |
| 598  | 617  | 631  | 534  | 554  | 569  | 558  | 529  | 525  |

| 1962 | 1968 | 1975 | 1982 | 1990 | 1999 | 2006 | 2011 | 2016 |
| ---- | ---- | ---- | ---- | ---- | ---- | ---- | ---- | ---- |
| 533  | 531  | 443  | 460  | 550  | 587  | 635  | 723  | 728  |

| 2021 | 2022 | - | - | - | - | - | - | - |
| ---- | ---- | - | - | - | - | - | - | - |
| 752  | 759  | - | - | - | - | - | - | - |

### Cultes
La paroisse est aujourd'hui rattachée à la nouvelle paroisse Notre-Dame du doyenné de Cherbourg-Hague.

## Culture locale et patrimoine

### Lieux et monuments

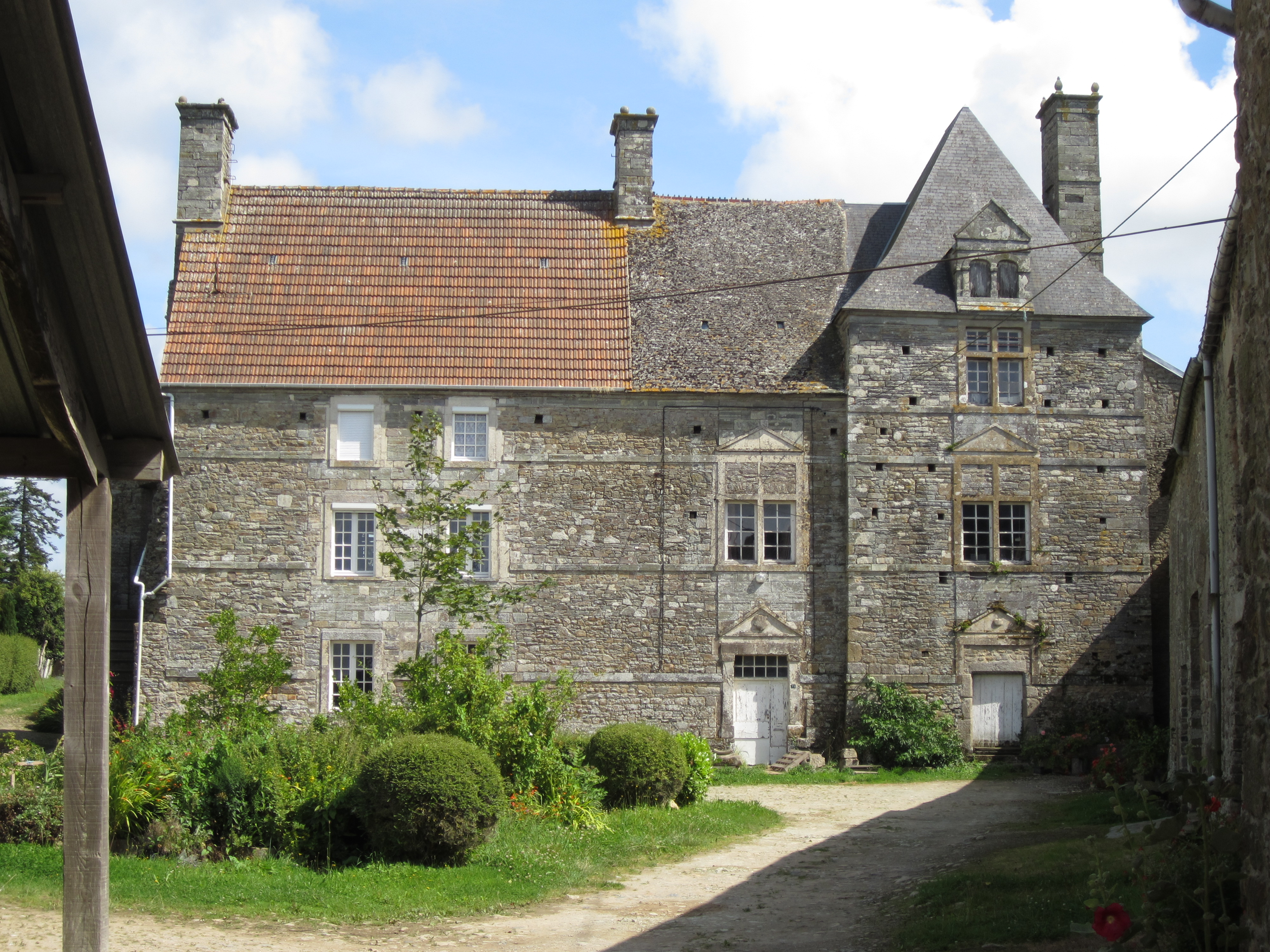
Le manoir de Saint-Marcouf.

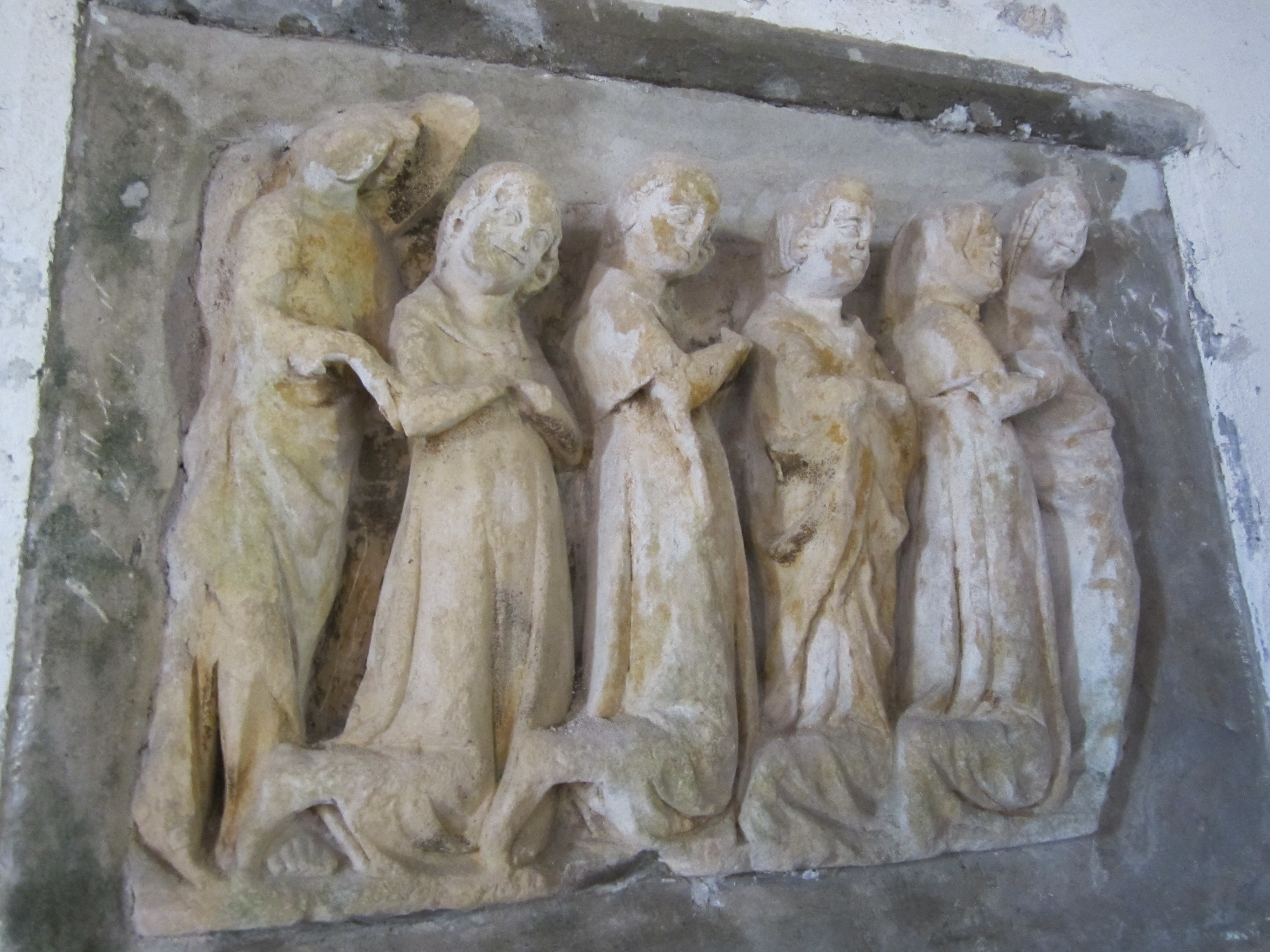
Le bas-relief.

- Manoir de Saint-Marcouf du XVIIe siècle inscrit au titre des monuments historiques par arrêté du 6 mars 1964[35], propriété de la famille de l’amiral de Tourville (1639). Propriété dans les années 1600 de la famille Faucon, puis de la famille Lesauvage dans les années 1700. Ces deux familles étaient les sieurs de Saint-Marcouf ; il eut même dans ces familles des sieurs et patrons de Pierreville. Propriété aussi vers 1829 de la famille Leconte, puis vers 1870-1880, de la famille Lagalle, puis en 1900 de la famille Laisney. Il appartient toujours à cette famille.
- Manoir de Montaubert des XVIe – XVIIe siècles.
- Église Notre-Dame des XVe, XVIIe – XIXe siècles, bâtie dans le style XIIIe, avec clocher de la fin du XIXe couvert d'un toit en bâtière et avec un avant-porche latéral et intérieur gothique. Elle abrite deux objets classés au titre objet aux monuments historiques : L'Entrée au paradis de quatre personnages conduits par la Vierge et Un ange à Pierreville (bas-relief du XIVe) et une statue de sainte Geneviève (appelée aussi sainte Ergouëffe) du XVe[36], ainsi qu'un bénitier du XIVe, un lavabo des XIVe-XVe, une verrière du XXe[22], une chaire à prêcher sculptée du XIXe, une épitaphe datée de 1501, et des pierres tombales du XVIIe dont une datée de 1692.
- Croix de chemin dite la croix Marie du XVIIIe siècle et croix de Maneville du XVIIIe siècle sur le chemin des pointes de la crête.
- Croix de cimetière du XVIIIe siècle.
- Ancien moulin.
- Puits en pierre à Saint-Marcouf.
- Fontaine Saint-François.